# Battle Creek (Michigan)
Battle Creek egy város az Egyesült Államok Michigan államában , Calhoun megye északnyugati részén, a Kalamazoo és a Battle Creek folyók találkozásánál. A 2010-es népszámláláskor a város népessége 52 ezer fő volt, míg az MSA (Metropolitan Statistical Area) népessége 136 ezer.
Itt működik a Kellogg Company székhelye, mely cég befolyására az önkormányzat 1982-ben elcsatolta Battle Creek Township-t, ezzel csaknem megduplázta a város lakosságát.
Itt élt és vezetett egy szanatóriumot John Harvey Kellogg.

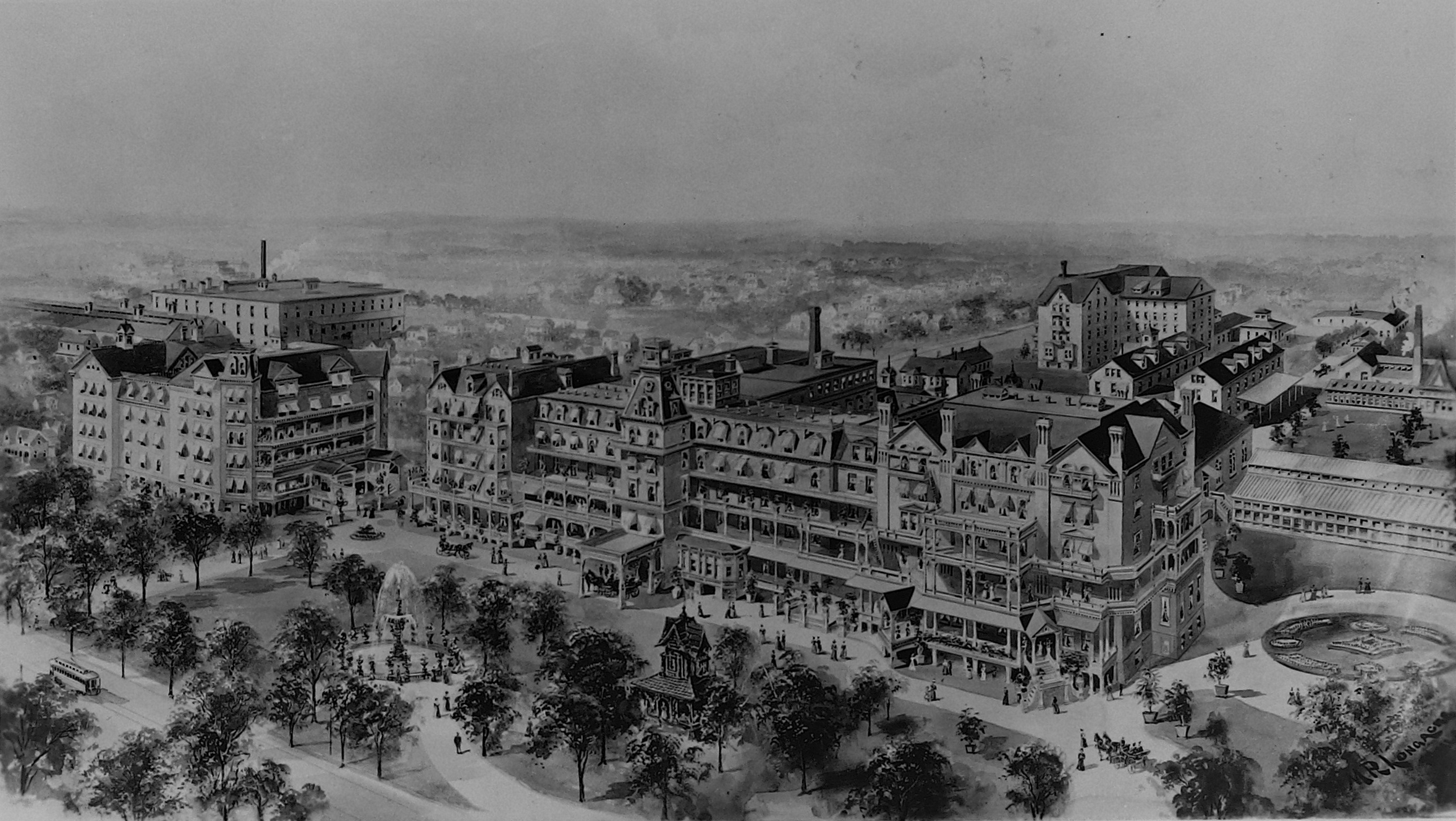
A Battle Creek-i szanatórium az 1902-es tűzeset előtt

## Népesség
| Lakosok száma | 13 197 | 18 563 | 25 267 | 52 347 | 52 721 |
|               | 1890   | 1900   | 1910   | 2010   | 2020   |

## Adventisták
A település kiemelkedő szerepet játszott a Hetednapi Adventista Egyház korai történetében. 1860 táján már ezt a települést tekintették a közösség központjának. 1863-ban az egyház alapító kongresszusának helyszíne volt. A felekezet első kórházát, főiskoláját  és kiadóját szintén itt nyitották meg. Amikor a kórház és a kiadóhivatal 1902-ben leégett, az egyház decentralizálás mellett döntött és intézményeinek nagy részét máshova helyezték át. Az első (az 1920-as években újjáépített) adventista templom napjainkban is használatban van.